# آندره توتا
آندره توتا (انگلیسی: André Tota؛ زادهٔ ۹ دسامبر ۱۹۵۰) بازیکن فوتبال اهل فرانسه است.
از باشگاه‌هایی که در آن بازی کرده‌است می‌توان به باشگاه فوتبال بوردو، باشگاه فوتبال متس، باشگاه فوتبال تروا، و باشگاه فوتبال تولوز اشاره کرد.